# دوزي (الأردين)
دوزي هي بلدية فرنسية تقع في إقليم الأردين في منطقة غراند إيست. 
تأسست في 15 سبتمبر 2015  بعد اندماج البلديتين   : مايري وبلدية دوزي السابقة، أخذت هاتان البلديتان مكانة البلدية المفوضة.